# 赤凤镇
赤凤镇，是中华人民共和国广东省潮州市潮安区下辖的一个乡镇级行政单位。

## 行政区划
赤凤镇下辖以下地区：
赤凤社区、浮石村、黄山坑村、杉坪村、松水村、小松村、大庵村、峙溪村、溪东村、安溪村、塘北村、水口村、白叶村、白莲村、葵山村、田湖村、四望坪村和韩西村。